# Вулька-Лузецька
Вулька-Лузецька (пол. Wólka Łózecka) — село в Польщі, у гміні Дрелів Більського повіту Люблінського воєводства. Населення — 205 осіб (2011).

## Історія
У часи входження до складу Російської імперії належало до Радинського повіту Сідлецької губернії.
За даними етнографічної експедиції 1869—1870 років під керівництвом Павла Чубинського, у селі здебільшого проживали греко-католики, усе населення розмовляло українською мовою.
Станом на 1921 рік село Вулька-Лузецька належало до гміни Шустка Радинського повіту Люблінського воєводства міжвоєнної Польщі.
За офіційним переписом населення Польщі 10 вересня 1921 року в селі Вулька-Лузецька налічувалося 53 будинків та 201 мешканців, з них:
- 96 чоловіків та 105 жінок;
- 173 римо-католики, 28 православних;
- 177 поляків, 24 українці.

У 1975—1998 роках село належало до Білопідляського воєводства.

## Населення
Демографічна структура станом на 31 березня 2011 року:
|          | Загалом | Допрацездатний вік | Працездатний вік | Постпрацездатний вік |
| -------- | ------- | ------------------ | ---------------- | -------------------- |
| Чоловіки | 98      | 23                 | 61               | 14                   |
| Жінки    | 107     | 18                 | 60               | 29                   |
| Разом    | 205     | 41                 | 121              | 43                   |